# Corna Trentapassi
La Corna Trentapassi è una montagna delle Prealpi Bresciane alta 1248 m s.l.m., posizionata sulla sponda orientale del lago d'Iseo. Segna l'inizio della val Camonica.
Per la sua posizione, isolata rispetto ai rilievi prealpini circostanti e protesa nel lago, la vetta della montagna è considerata un ottimo punto panoramico nonostante la quota modesta.
Dal punto di vista geologico, è costituita da rocce calcaree che le conferiscono un aspetto aspro e scosceso; scarsa è la copertura vegetazionale, in modo particolare sul brullo versante sud.

## Il nome
Il nome Trentapassi costituisce, in analogia con il vicino monte Guglielmo, uno dei tanti casi di mala italianizzazione dei toponimi locali, infatti il nome bresciano per il Trentapassi è Trè Tapàs, (come riportato da Antonio Foglio in Toponomastica della Lombardia, Mursia, 2009) che significa tre spunzoni, denominazione che trova immediato riscontro nell'aspetto del monte, mentre non vi è traccia  alcuna dei 30 passi.

## Alpinismo
Per salire alla vetta vi sono diversi itinerari: la maggior parte è alla portata di escursionisti, in quanto solamente quello che affronta la montagna dal versante nord presenta difficoltà tecniche. La possibile presenza di neve nei mesi invernali rende consigliabili tali itinerari da aprile a novembre.
Il sentiero più difficile (difficoltà EEA) inizia a Toline (188 m), frazione a sud-ovest di Pisogne, seguendo il segnavia CAI n. 212. Ripido, diviene una via ferrata (per la quale è necessaria l'adeguata attrezzatura) nel tratto finale, preceduta e seguita da alcuni delicati passaggi su roccette. Adatto ad escursionisti allenati ed attrezzati, supera un dislivello di 1060 m e richiede, nel complesso, circa 3 ore.

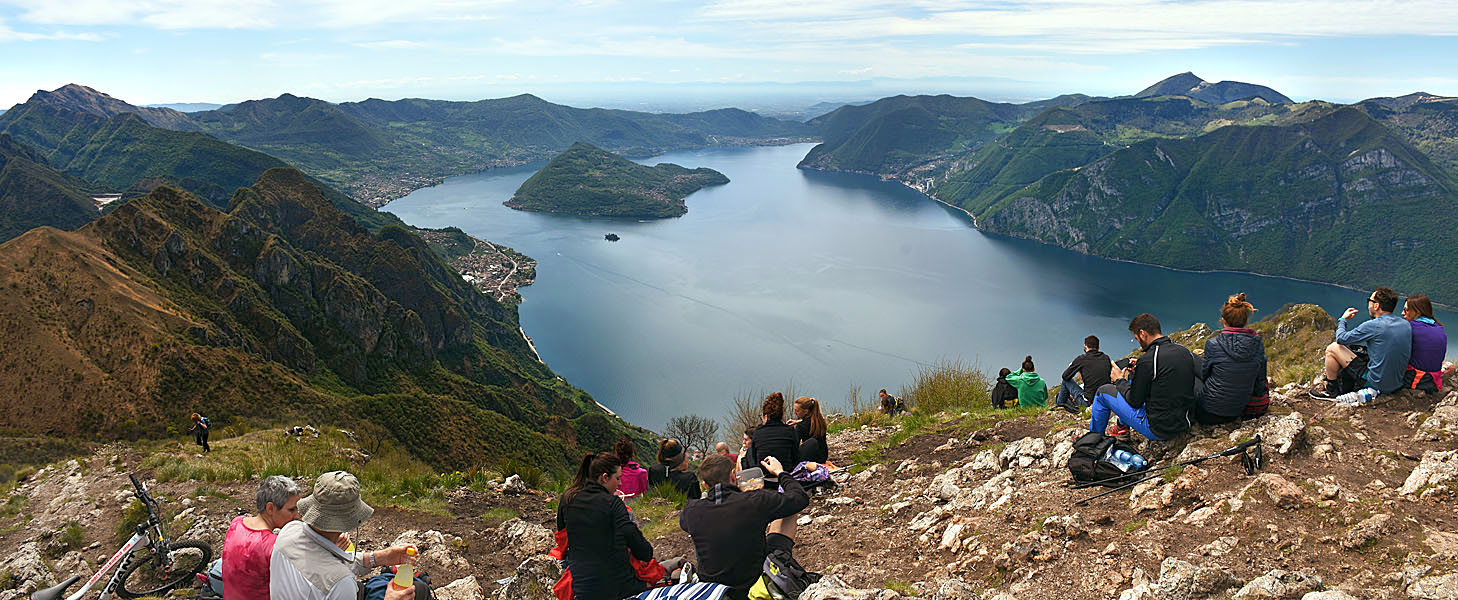
Panorama

Due sentieri (segnavia CAI n. 263 e n. 265) si sviluppano lungo il versante sud della montagna partendo dalla ex SS 510 presso Vello (209 m), frazione di Marone. Il primo (difficoltà EE) presenta alcuni passaggi delicati e richiede 2 ore e 30 minuti, mentre il secondo è più agevole anche se più lungo (3 ore, difficoltà E).
 
A partire dal 2011, questi sentieri sono teatro di una spettacolare gara podistica denominata, appunto, Trentapassi Skyrace..
A Zone, più precisamente in frazione Cusato (689 m), inizia il percorso più breve, e per molti aspetti anche meno impegnativo. Contraddistinto dal segnavia CAI n. 229, è inizialmente una mulattiera a fondo acciottolato che sale con pendenza costante, passando per la malga Coloreto (895 m) sino all'omonima forcella (942 m) dove incrocia altri sentieri segnalati e diviene un sentiero, sino alla panoramica anticima e alla vetta. Tecnicamente facile (difficoltà E), richiede 1 ora e 30 minuti.

## Riferimenti artistici
Sullo sfondo della Gioconda di Leonardo da Vinci, alla destra di Monna Lisa, è dipinta una montagna aspra e scoscesa che, se vista allo specchio, presenta un profilo simile a quello della Corna Trentapassi. L'ipotesi secondo cui Leonardo trasse ispirazione da paesaggi del Sebino, del fiume Oglio e della Valcalepio sarebbe suffragata anche da altre opere, come il disegno a sanguigna Temporale su una Vallata in cui comparirebbe nuovamente la Corna Trentapassi, e la Madonna dei Fusi.